# Алтокумулус
Алтокумулус (лат. alto — висок и cimulus — гомила) је врста средњих облака. Називају се још и високо-гомиласти. Настају од прехлађених капљица воде. Састоје се белих и белосивих грудвица, плочица и таласа. Такође личе на цирокумулусе. Нанизани су у редове и благо осенчени светлошћу. Указују на стална ваздушна стујања и скору појаву грмљавине. Развијају се на висини од 3.000—4.000 метара.

## Подела
Алтокумулуси се могу поделити у неколико врста и подврста:
- — високо-гомиласт слојевит
- — високо-гомиласт сочиваст
- — високо-гомиласт торњевит
- — високо-гомиласт пахуљаст
- — високо-гомиласт провидан
- — високо-гомиласт са празнинама
- — високо-гомиласт непровидан
- — високо-гомиласт двослојан
- — високо-гомиласт таласаст
- — високо-гомиласт зракаст
- — високо-гомиласт избушен